# SESAM-Vitale
Le programme SESAM-Vitale est un programme de dématérialisation des feuilles de soins pour l'assurance maladie en France, qui repose sur la carte Vitale.

## Les enjeux
Les enjeux de la dématérialisation des feuilles de soin sont économiques. En 1991 selon un rapport de Gilles Taïb, le coût de gestion d'une feuille de soins papier était estimé à entre 15 et 20 francs. En 1998, l'assurance maladie espérait que SESAM-Vitale entrainerait, en régime de croisière, une économie annuelle des charges de deux milliards de francs. En 1998, 60 000 techniciens saisissaient les feuilles de maladie dans le système informatique national LASER.

## Historique

### Expérimentations de la «carte de santé à mémoire»
Avant le projet national SESAM-Vitale, une douzaine d'expérimentations locales  de cartes de santé utilisant la même technologie de la carte à puce ont été lancées en France.
Le 18 novembre 1983, Pierre Bérégovoy, ministre des Affaires sociales et de la Solidarité, annonçait le lancement de deux opérations expérimentales ayant pour objectif l'utilisation de la carte à mémoire dans le secteur sanitaire et social. La première concernait la ville de Blois, avec un carnet de santé sur carte à mémoire avec les vaccins de 4 500 enfants. La seconde ciblait les hémodialysés qu'on souhaitait doter d'une carte à mémoire facilitant leur prise en charge dans les 150 centres français d'hémodialyse.
À la suite d'une délibération de la commission nationale de l'informatique et des libertés (CNIL) du 15 octobre 1985, deux arrêtés sont publiés le 14 novembre 1985 sur une expérimentation destinée à doter les enfants habitant dans l'agglomération de Blois et âgés de 0 à 2 ans d'une carte à mémoire, la « carte santé enfant » et d'une « carte santé femme enceinte ». Une étude réalisée en 1985 détermine l'image et le logo les plus porteurs du message santé auprès des usagers.
C'est donc fin 1985 à Blois que débuta le projet Carte SANTÉ, expérimenté sur deux ans, qui concerna le centre hospitalier, des cliniques privées et des médecins libéraux de l'agglomération de Blois, soit 200 expérimentateurs libéraux. Les promoteurs étaient le ministère de la Santé et la ville de Blois où à l'époque plusieurs expérimentations de cartes à puce avaient déjà eu lieu. La finalité de l'expérimentation était la prévention, le suivi des examens obligatoires. Il y avait un volet « antécédents » avec le groupe sanguin, les allergies ainsi que les traitements. À partir de décembre 1985, elle fut distribuée à 500 femmes enceintes, 1 000 enfants de moins de 2 ans, puis semble-il en octobre 1987 à 800 personnes de plus de 65 ans. Les médecins disposaient d'un lecteur de carte, d'une carte d'identification et pouvaient écrire des données sur les cartes SANTÉ à l'aide d'un Minitel 80 colonnes et l'impression se faisait avec une imprimante thermique. Certains médecins faisant des visites furent même dotés de très coûteux ordinateurs portables GRiD Compass.
Le projet « Hippocarte » diffusé dans la région de la Normandie (Caen, Bayeux) comportait un masque COS et était couplé à des systèmes de paiement des actes médicaux.
La carte de transfusion sanguine « transvie » fut utilisée au CHU de Brest.
Après une étude pilote débutée en 1988 , c'est en 1992 que la Fondation de l'Avenir, lance la carte DIALYBRE. Cette carte servait de support à un dossier médical minimum portable pour les patients traités par hémodialyse itérative. C'était une carte à masque TB100 conçu par Philips et Bull CP8,. Cette carte fabriquée par Gemplus à la norme ISO 7816-3, ISO IDI, avec chiffrement DES, code PIN, comprenait une mémoire importante pour l'époque de 3 kilo-octets, qui permettait l'enregistrement de données cliniques, biologiques et thérapeutiques afin assurer le suivi du dialysé. Les professionnels de santé étaient équipés d'une carte Gemplus avec EPROM de 4 Ko et code PIN. Ces cartes étaient associées au logiciel de gestion Logidial qui actualisait la carte à partir des données d'un micro-ordinateur. Les données étaient codées  conformément aux standards de l'OMS et à la table européenne des codes d'urgence. Le fichier de dialyse était conforme à l'EDTA (European dialysis et transplantation association). Le système Dialybre a été développé par Circe dans 150 hôpitaux français, 50 centres d'auto-dialyse et chez de nombreux  patients. Environ 1 500 patients auraient eu cette carte personnelle. Le système a également été installé dans 25 hôpitaux en Espagne, cinq en Suisse, et trois au Canada. Fin 1992, 6 000 cartes étaient utilisées par ce programme. 
Entre 1986 et 1988, l'expérimentation Biocarte à Lille. Après une phase de laboratoire d'un an, la phase expérimentale de 1987 à début 1989 avec près de 10 000 cartes diffusées sur trois sites dans le Nord-Pas-de-Calais.
La plus importante avec plus de 30 000 cartes et la plus longue dans la durée a été l'expérience Santal, débutée en 1988 dans la région de Saint-Nazaire et dans la presqu'île guérandaise en Loire-Atlantique. Cette carte individuelle, une pour chaque patient, comportait non seulement des données d'assurance maladie mais aussi des données médicales. C'est Schlumberger/Solaic qui a fourni les 40 000 cartes à puces d'une capacité de 3 Ko.
Une question orale posée à l'Assemblée nationale le 10 avril 1986 évoque les expérimentations de Saint-Nazaire, Blois, Lille, Brest mais aussi Versailles.

### 1991: Naissance du schéma directeur
CSC France revendique avoir été impliqué dès les premières étapes du schéma directeur informatique qui a évalué les coûts et les enjeux de SESAM-Vitale. Après des missions d'audit ou de conseil, après la conception du système, l'organisation du projet, la gestion du changement, la CNAMTS et CCMSA  lui auraient confié l'organisation du déploiement. L'objectif est de concevoir un nouveau système permettant par la dématérialisation de la facturation des prestations de soins, de remplacer les feuilles de soins papier, dont l'augmentation  continue en volume en rendait le traitement et le règlement de plus en plus coûteux.
Il a été décidé de concevoir un « masque » spécifique au secteur santé/social pour la carte à puce Vitale. Cela permettait d'avoir une carte conforme aux besoins spécifiques du monde santé social dont les acteurs pouvaient conserver la maitrise du masque. Ce choix propriétaire limitait le risque de voir les évolutions futures de la carte empêchées par une obsolescence technique imposée unilatéralement par les industriels de la carte à puce. L'usage d'un masque propriétaire semblait, à l'époque, un moyen de limiter les risques de divulgation des informations sensibles permettant de percer le « secret » de ces cartes et donc des fraudes potentielles. L'inconvénient de ce scénario, c'est que le seul GIE SESAM-Vitale devait financer les développements coûteux de ce masque, alors que les masques standards bénéficiaient de l'effet volume permettant de réduire les coûts d'évolution et de production. Le choix de ce masque spécifique imposait une recherche spécifique, ainsi que interfaces de programmation spécifiques, les API ainsi que des interfaces techniques particulières, les terminaux de lecture. Devant la frilosité des industriels à développer des terminaux lisant en même temps la carte Vitale et la carte de professionnel de santé (CPS), et les retards du planning, le GIE SESAM-Vitale commandera directement 20 000 équipements spécifiques, TWIN 10 et LCS 5000  respectivement aux industriels Monetel et Dassault. 8 000 bornes de télémise-à-jour (25 000 F pièce) furent commandées à Ascom Monetel. Ensuite la CNAM commandera dans un premier temps 15 millions de cartes Vitale 1 aux sociétés Schlumberger, Oberthur et Bull.

### Pilotage
C'est en février 1993 qu'est fondé le groupement d'intérêt économique SESAM-Vitale (GIE SESAM-Vitale) créé par la loi du 27 janvier 1993. SESAM-Vitale est l'acronyme de « système électronique de saisie de l'assurance maladie » associé à la carte Vitale.
En mars 1995, la division de l'Informatique et des Nouvelles technologies (DINT) est créée, au sein de la direction de la Sécurité sociale (DSS) chargée « d'évaluer puis relancer et suivre le projet SESAM-Vitale »,. 
Le 14 janvier 1997 est créé le Conseil supérieur des systèmes d'informations de santé, placé auprès du ministre afin de le conseiller, composé de personnalités compétentes en matière de système d'information de santé et dirigé par Gérard Worms. Ce conseil sera abrogé le 27 mai 2003.
En décembre 1997 est établie la mission pour l'informatisation du système de santé (MISS) qui dépend du ministère chargé de la Santé, et ayant compétence sur les différentes directions concernées du ministère, « pour coordonner les divers projets techniques », dont la carte de professionnel de santé (CPS), la « carte d'assuré social (vitale1 et vitale 2) », le réseau santé-social ainsi que l'informatisation du poste de travail des praticiens.

### Des expérimentations préalables
En 1993 sont lancées des expérimentations à Boulogne-sur-Mer, Bayonne, Charleville-Mézières et Vitré. Il s'agit de cartes à puce fabriquées par Bull CP8, la division cartes à puce du groupe informatique Bull, au standard ISO 7816-3 avec 1 Ko de mémoire EPROM, un masque M4 et un algorithme de cryptographie Telepass. En 1993, Philips Smart Cards & Systems remporte un marché de fourniture de 200 000 cartes à puces supplémentaires à masque M9 (un développement de Bull CP8) pour ces expérimentations.

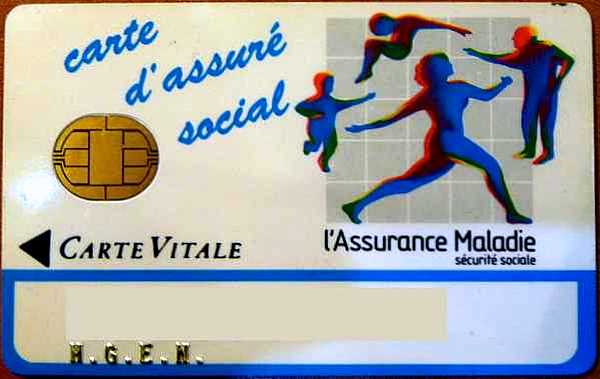
Carte Vitale expérimentale

Cette carte Vitale 1 a fait l'objet d'expérimentations de 1992 à 1998 sur quatre sites pilotes (Vitré, Boulogne, Lillers, Charleville-Mézières) avec une diffusion totale de 550 000 cartes. Chacun des régimes participant (CNAMTS, MSA, CANAM) diffuse une carte avec son propre visuel. Dans chaque zone entre 4 000 et 5 000 techniciens de la Sécurité sociale et pharmaciens participent. 117 terminaux publics pour que les patients puissent actualiser les cartes furent installés. 666 lecteurs de cartes (MPS) ont été distribués chez les médecins, dentistes, pharmaciens, infirmières, kinésithérapeutes et dans les laboratoires.
En 1994, une mission d'évaluation est confiée par le gouvernement à l'Inspection générale des affaires sociales (IGAS). Cette mission, pilotée par Claude Gubler, rend un rapport en fin d'année. Il comprend un historique du projet, les expériences en cours en France et les expériences étrangères. Il propose ensuite différents scénarios pour l'amélioration du projet côté « utilisateurs » et côté « professionnels de santé ». Le document se termine sur les conséquences économiques sur le travail et l'emploi de ce projet.
Dans les Yvelines, l'expérimentation commence en décembre 1996. La carte Vitale n'est pas utilisée car il s'agit de test SESAM avec le mode « dégradé » actuel. À Charleville-Mézières est testé, avec IBM, le système SESAM couplée à la carte Vitale. Entre août et décembre 1995, les flux de FSE mensuelles passent de 99 000 à 166 000. En 1996 afin de permettre la qualification sur le terrain de la CPS (carte du professionnel de santé), des jeux de cartes Vitale 1 sont diffusés à Blois, Onzain ainsi que sur une autre zone test de la CPS à Lens.
En 1996, Schlumberger/Solaic fournit 100 000 cartes à puce au Groupe France mutuelle (GFM) pour le système RMS dit de « remboursement mutuelle simultané » proposant le remboursement par la mutuelle le lendemain du paiement de l'acte. En juin 1997, GFM en collaboration avec la BNP, le constructeur Ingenico, Schlumberger-Solaic et Atos, avait lancé un site pilote sur 10 arrondissements de Paris avec diffusion de 5 000 cartes à un groupe d'adhérents pouvant les utiliser chez 24 professionnels de santé. Il y aura extension à Paris intra-muros et à une partie de l'Île-de-France pour atteindre 200 professionnels de santé et environ 40 000 assurés.

### La mise en place sur le plan réglementaire se fait aussi par étapes
L'article 8 de l'ordonnance Juppé 96-345 du 20 avril 1996 officialise la dématérialisation des feuilles de soins. Le calendrier est volontariste. L'objectif était alors d'imposer aux médecins d'être en mesure de télétransmettre les feuilles de soins avant le 31 décembre 1998. À la même date, l'ensemble des assurés sociaux devait aussi avoir reçu la carte Vitale et chaque professionnel de santé sa carte électronique individuelle.
Un arrêté du 31 décembre 1996 impose le code barre sur les boîtes de médicaments.
Un décret du 13 mai 1997 dispense les pharmaciens de coller les vignettes sur la feuille de soins lorsqu'ils télétransmettent son « image électronique » lue par code barre.

### Aides financières
Les médecins peuvent demander une aide financière à l'informatisation avant le 31 décembre 1997, d'un montant de 9 000 francs (7 000 francs attribués par le fonds d'Orientation et de Modernisation de la Médecine libérale (FORMMEL), créé par décret le 11 septembre 1996 et 2 000 francs supplémentaires de l'Assurance maladie à la suite de l'avenant no 1 à la convention nationale des médecins) et conformément à l'article 8 de l'ordonnance Juppé 96-345 du 20 avril 1996.
Les laboratoires de biologie, à la suite d'un avenant conventionnel paru au JO du 26 mars 1998, récupèrent eux aussi les pénalités versées pas la profession en 1993 et 1994. 65 millions de francs sont crédités à un fonds d'adaptation de la biologie pour financer l'aide à l'informatisation des laboratoires. Une subvention forfaitaire de 15 000 francs est versée à chaque laboratoire acceptant de tétransmettre quand les conditions le permettent dans la zone d'implantation du laboratoire.

### Les retards du chantier
Le cahier des charges SESAM-Vitale version 1.0, destiné aux éditeurs des futurs progiciels de facturation, est publié le 11 décembre 1996. Mais alors que la généralisation de la carte à puce était prévue initialement pour la mi-1997, les industriels chargés de la fabrication des cartes n'ont été sélectionnés qu'en 1997. La concession publique, confiée à l'opérateur Cegetel pour une durée de cinq ans, de l'intranet Réseau santé social (RSS) dont le rôle était de transporter les flux vers les caisses, ne sera signée que le 1er novembre 1997 (elle sera ensuite prolongée jusqu'au 31 octobre 2004). 
C'est en décembre 1997 qu'est enfin disponible la version 1.20b du cahier des charges SESAM-Vitale, qui succède aux versions 1.10 puis 1.20. Mais les éditeurs doivent patienter jusqu'à mars 1998 avant de disposer des éléments nécessaires à l'agrément des progiciels d'élaboration des FSE (API SSV 1.20.04 uniquement pour Windows, du logiciel lecteur El 96 version 1.24 et des jeux d'essais inter-régimes). 
Finalement, en raison de nombreux problèmes techniques et juridiques le calendrier sera repoussé à avril 1998. En effet le chantier était confronté à de nombreux retards sur l'adaptation réglementaire, la diffusion de la carte du professionnel de santé (CPS), à l'absence d'offre de progiciels de télétransmission et aux délais de mise en place du RSS. 
Cet intranet ouvrira le 2 avril 1998 en Bretagne. Les API SESAM-Vitale sont disponibles uniquement pour Windows mais aucun progiciel n'est encore agréé. Le premier progiciel agréé sera AxiAM (Axilog) le 22 mai. Puis suivront FSE (Resip) le 10 juin, DB MED SV (DB COM) le 25 juin, Medigest (Distal) le 17 juillet. 
Officiellement les premières vraies feuilles de soins électronique (FSE) ne seront télétransmises que le 5 juin 1998 par deux médecins généralistes à Bohars (Finistère) et Trémuson (Côtes-d'Armor). En mai-juin, les régions Champagne-Ardenne et Lorraine allaient suivre, puis les Pays de la Loire en novembre.

### La faible informatisation des professionnels de santé
Le défi était difficile d'autant que les premiers progiciels de télétransmission n'étaient souvent que des prototypes. Les médecins, dentistes, kinésithérapeutes étaient à l'époque souvent peu informatisés. En novembre 1998, selon un sondage, 18 % des médecins étaient connectés à Internet en RTC ou en RNIS (taux bien supérieur à la moyenne nationale). Les infirmières étaient nettement plus informatisées car télétransmettant déjà des factures en IRIS B2. Ainsi en 1999, plus de 60 % des 49 000 infirmières libérales étaient informatisées et 75 % télétransmettaient les feuilles de soins  des malades en tiers payant par le réseau Ramage et selon la norme Iris B2.  
Les pharmaciens télétransmettaient déjà depuis plusieurs années (accords locaux de dispense d'avance des frais sur la base du protocole d'accord national signé le 30 septembre 1975) leurs factures aux caisses en utilisant le réseau Ramage. Dans ce cas, les CPAM prenaient en charge le coût des télétransmissions à raison de 6 centimes par facture (aller et retour). Depuis janvier 1997, les boites de médicaments avaient été dotées de code à barres afin de permettre leur enregistrement électronique. En pratique c'est en octobre 1997 qu'avait commencé la transmission électronique du codage des médicaments. Les pharmaciens allaient massivement basculer vers la nouvelle norme SESAM-Vitale début 2000. Ils attendaient d'une part la livraison d'API compatibles avec l'environnement (UNIX ou Prologue) de leurs logiciels et d'autre part l'aboutissement de négociations conventionnelles marquées par l'arrêté du 14 aout 1999 fixant les modalités de télétransmission entre les caisses et les syndicats des pharmaciens d'officine (Fédération des syndicats pharmaceutiques de France et Union nationale des pharmacies de France). Il est alors prévu une prime pérenne par FSE de 30 centimes TTC.

### 1998: Un démarrage long et difficile
En novembre 1998 542 médecins libéraux étaient connectés au RSS (Bretagne : 33 %, Champagne-Ardenne-Lorraine : 23 %, Alsace-Moselle : 11 %, Pays-de-Loire : 9 %, Languedoc-Roussillon : 8 %, Nord : 8 %, Midi Pyrénées : 4 %, Picardie : 3 % et Aquitaine : 1 %). Seul était disponible le kit de connexion pour Windows. C'est seulement début février 1999, que commence la diffusion du kit de connexion Macintosh pour le Réseau santé social. 
Martine Aubry, dans un discours daté du 12 février 1999, rappelait que les médecins étaient « 25 à 30 % à disposer d'un ordinateur au début de 1997 », puis « 50 % début 1998 », et "aujourd'hui 70 % à être informatisés". Fin janvier 1999, plus de 100 000 FSE avaient été télétransmises par 550 médecins. Près de 30 millions de cartes Vitale avaient été distribuées aux assurés sociaux. 70 progiciels de télétransmissions étaient agréés. 20 000 cartes de professionnels de santé (CPS) avaient été distribuées malgré le blocage de certains conseils départementaux de l'Ordre. 1 500 médecins étaient abonnés au RSS. Un seul hôpital était raccordé au RSS. Selon la ministre de la Santé, le RSS était même « en passe de devenir un véritable intranet de la santé » puisque douze applications avaient été agréées. En outre, Martine Aubry promettait, comme son successeur Philippe Douste-Blazy en juin 2004 avec le DMP, que l'informatisation devait permettre d'améliorer la coordination des soins, grâce au volet de santé portée par la carte Vitale 2.
En mai 1999, seuls 3 000 médecins abonnés exclusivement au RSS télétransmettaient et 295 000 FSE avaient été transmises aux caisses pour le mois d'avril. En juillet 1999, toutes les cartes Vitale, soient 39 millions, ont été distribuées mais encore peu de professionnels sont équipés pour les utiliser.
Le 15 septembre 1999, le cap des 10 000 abonnés est franchi courant septembre, ainsi que le million de FSE par mois. Les CPAM adressent les conventions SESAM-Vitale aux pharmaciens avec un délai de 30 jours pour une adhésion tacite ou un refus par écrit. Les refus sont peu nombreux. La convention accorde un délai jusqu'au 1er juin 2000 pour télétransmettre les feuilles de soins.
Fin octobre 1999, il a 11 000 abonnés au RSS, 1,9 million de FSE transmises par mois et un total cumulé de 7,5 millions de FSE. En décembre 1999, le cumul des FSE télétransmises dépasse les 10 millions.
En décembre 1999 est publié le cahier des charges CNDA 1.30, puis, en décembre 2000, le cahier des charges CNDA 1.31.
Fin décembre 2000, le RSS revendiquait 30 000 abonnés. 100 millions de FSE avaient été transportées sur l'intranet au cours de l'année 2000 dont 17 millions pour le mois de décembre. En septembre 2002, le volume mensuel de FSE atteint les 45 millions. 
En mai 2003 est publiée la version 1.40 du cahier des charges SESAM-Vitale.
En novembre 2003, le premier milliard de FSE cumulées est atteint sur le RSS.  En janvier 2004 est tranmise la 2 milliardième FSE. Fin octobre 2004, le RSS déclarait avoir transporté en six ans, environ 2,6 milliards de FSE.
Fin 2005, 65 % des factures pour l'Assurance maladie obligatoire sont dématérialisées. En 2007, le flux annuel est de un milliard de FSE et de 150 000 DRE (demandes de remboursements électroniques).
La convention des pharmaciens, signée le 29 mars 2007, fixe au 31 décembre 2007, la fin de la facturation en norme IRIS B2 et sur support papier des factures des pharmaciens. 
Pour la seule année 2008, il y a eu plus d'un milliard de feuilles de soin électroniques certifiées, c'est-à-dire générées avec une CPS.

#### 2023: appli carte vitale
Depuis juin 2023, le GIE SESAM-Vitale propose une application pour smartphone qui permet une utilisation dématérialisée de la carte vitale.

## L'informatisation des feuilles de soins

### Les progiciels de facturation
La fonction du programme SESAM est de remplacer les feuilles de soins papier par des télétransmissions de factures électroniques générées conjointement à l'aide des cartes Vitale et des cartes de professionnel de santé (CPS). La feuille de soins papier est signée à la main par le prescripteur. La facture numérique doit donc être réalisée avec un certain nombre de contraintes techniques permettant de donner à la prestation de soin effectuée objet de cette facturation, le même niveau de preuve juridique que le document papier signé.
Régulièrement le GIE SESAM-Vitale développe une nouvelle version de ses API de lecture Vitale. C'est un pack logiciel permettant d'avoir accès en lecture aux informations contenues dans la carte Vitale. Ces API sont intégrées par les éditeurs à leurs progiciels de santé. 
Il existe une alternative libre au pack logiciel propriétaire API de lecture Vitale, appelée Alibaba.
Le Centre national de dépôt et d'agrément (CNDA), qui assure aussi la certification qualité des flux de factures électroniques des établissements de santé ainsi que la diffusion des API pour le compte du GIE SESAM-Vitale, donne ensuite pour l'ensemble des régimes d'assurance maladie obligatoires (AMO) et complémentaires (AMC) un agrément aux différents  logiciels de création des factures de soins électroniques selon un cahier des charges qui évolue lui aussi au fil des ans. 
Entre les versions majeures, les éditeurs doivent intégrer des additifs, les addenda et les compléments. Les professionnels de santé n'ont pas d'obligation réglementaire de mettre à jour leurs progiciels de facturation. 
Le 23 mai 2003 est publié le cahier des charges en version 1.40 qui apporte plusieurs évolutions majeures : 
1. Le codage CCAM (classification commune des actes médicaux) des actes incluant le module SRT (services réglementation et tarification).
2. La normalisation des échanges avec les organismes d'Assurance maladie complémentaire (AMC) avec l'aide à la tarification des services tarification spécifiques (STS).
3. Désynchronisation des signatures Vitale et CPS (une facture réalisée avec une carte Vitale à domicile peut être signée dans un deuxième temps par la CPS)
4. Prise en charge des médecins remplaçants

Le 17 mai 2006 est publié l'addendum 2bis au cahier des charges 1.40 avec en particulier la gestion du parcours coordonné de soins. Un progiciel agréé sur cette base est dit 1.40.5. 
Le 22 mai 2007 est publié l'addendum no 3 et le 23 juillet 2008 l'addendum no 4, qui ajout la fonctionnalité LOI (liste d'opposition incrémentale) pour les pharmaciens, les codes CIP à 13 caractères (CIP 13) et gestion du RPPS. Un agrément avec ce package est dit 1.40.6.
Pour la génération des factures, les logiciels se servent d'un fichier, la table des organismes destinataires (TOD) qui contient l'ensemble des codifications des différents organismes d'assurance maladie selon les spécifications IRIS/B2 (code régime, caisse gestionnaire, centre gestionnaire, libellé, organisme destinataire et code du centre informatique).  Cette TOD doit être téléchargée après chaque mise à jour par le GIE. En effet quand un nouvel organisme de Sécurité sociale est créé, comme cela  a été le cas pour la CAMIEG en janvier 2008, ses coordonnées sont ajoutées dans cette table quelques mois avant. Les cartes Vitale des affiliés à ce nouveau régime doivent aussi être mises à jour.
À partir des trois codes Régime/Caisse/Centre lus sur la carte Vitale, le progiciel de facturation va trouver dans la TOD, la ligne correspond à ce régime. Avec ces valeurs, le logiciel de facturation calcule l'adresse électronique de la caisse à laquelle doivent être envoyés les flux de feuilles de soins électroniques. Les anciens gestionnaires du régime sont supprimés lors des nouvelles mise à jour et les cartes Vitale non renumérotées deviennent alors inutilisables.
En outre ces applications nécessitent l'installation, sur le poste de travail des professionnels de santé, d'une couche logicielle propriétaire développée par le GIE SESAM-Vitale, le protocole GALSS (gestionnaire d'accès aux lecteurs santé social). Les SSV (services SESAM-Vitale) servent à générer des FSE et utilisent le GALSS pour dialoguer avec les lecteurs bifentes SESAM-Vitale. Ces terminaux disposent de deux connecteurs de cartes à puce, l'un pour la carte Vitale et un autre pour la carte de professionnel de santé. En 2009 cette technologie utilisée depuis 1998 n'a pas évolué. Même s'il existe dorénavant des lecteurs USB, le PSS (protocole santé social) ne permet la communication entre les applications et les lecteurs que via le port série (RS-232). Or ce port ayant disparu depuis longtemps des ordinateurs, les terminaux USB doivent continuer à émuler ce port série.
Les professionnels de santé n'ont pas d'obligation réglementaire de mettre à jour leurs progiciels de facturation. Alors que le cahier des charges 1.40 est diffusé depuis mai 2003, en 2009 la majorité des FSE restent réalisées avec des applications en version 1.3x. Cette hétérogénéité du parc logiciel pose des problèmes  en particulier lors des mutations de certains régimes obligatoires comme celle de la CAMIEG entamée en janvier 2008 qui dorénavant regroupe les 106 caisses locales (CMCAS) du régime de protection sociale des industries électriques et gazières.
Alors que le programme SESAM a été lancé en 1998, une décennie plus tard, plus de 15 % des professionnels de santé de ville refusent encore la télétransmission. L'hôpital reste encore le principal remplisseur de feuille de soins papier. 
Avec la facturation papier, le délai de remboursement pour les assurés peut atteindre plusieurs semaines, alors qu'une FSE est réglée en moins de cinq jours ouvrés. Quant au surcoût de traitement par les caisses d'une feuille de soin papier par rapport à la FSE, il n'est pas diffusé. En 1998, le coût de traitement d'une feuille de soins était estimé à 1,20 €.
À la suite d'un amendement, la loi de financement de la Sécurité sociale pour 2009 (LFSS 2009) impose une pénalité pour refus de télétransmission. Ce sera le directeur général de l'Union nationale des caisses d'assurance maladie (UNCAM) qui sera chargé de fixer le taux de la contribution forfaitaire due par les médecins en cas de transmission non électronique des feuilles de soins. Les syndicats médicaux doivent signer avant le 1er mars 2009 un avenant conventionnel fixant les cas de dérogations à cette pénalité comme la fin prochaine d'activité professionnelle. 
Selon le rapport annuel pour 2007 du GIE SESAM-Vitale, dans 88 % des cas, les éditeurs des progiciels de facturation de FSE avaient, à la fin de 2007, une solution agréée ou en cours d'agrément sur la base du cahier des charges 1.4. Mais à la fin de 2007, seuls 36 % des professionnels de santé avaient migré en version 1.40. Par contre 73 % des médecins et 83 % des pharmaciens étaient équipés de lecteurs de carte intégrant la version 3.0 du logiciel lecteur.

### Les feuilles de soins électroniques (FSE)
On distingue plusieurs types de feuilles de soins électroniques :
- Facturations dégradées : FSE réalisée avec une carte de professionnel de santé mais sans présence de la carte Vitale du patient ;
- Facturations non sécurisée : FSE réalisées sans carte CPS et sans carte Vitale. Comme dans le cas précédent, le professionnel de santé ou l'établissement de santé doit adresser aux caisses un duplicata papier des factures.
- Facturations sécurisées : La FSE est réalisée par un progiciel de facturation agréé par le CNDA, avec utilisation conjointe de deux cartes à puces, la carte de professionnel de santé et la carte Vitale. Bien que la carte CPS contiennent deux certificats X.509, un de signature et un autre d'authentification, aucun de ceux-ci n'est utilisé pour réaliser au sens de la loi, une véritable signature numérique. L'article R161-58 du code de la Sécurité sociale précise qu'« ainsi signés, les documents électroniques mentionnés à l'article L161-33 sont opposables à leur signataire »[62].

Les factures électroniques contiennent des informations administratives permettant d'identifier le patient, mais aussi les prestations faisant l'objet de la demande de remboursement. Ainsi dans les FSE des pharmaciens (cahier des charges 1.3x et 1.4) on trouve le code CIP (club inter-pharmaceutique), des médicaments et le nombre de boites délivrées ainsi que les codes LPPR (liste des produits et prestations remboursables). Les FSE biologie contiennent les actes. Avec le cahier des charges CNDA 1.4, les professionnels de santé transmettent en plus des informations sensibles avec les codages CCAM (classification commune des actes médicaux).
Les FSE sont ensuite mise en lots, un par régime, puis chaque lot est adressé lors de l'étape de la télétransmission à la caisse correspondante dont l'adresse électronique est déterminée par recherche dans la table des organismes destinataires (TOD) régulièrement mise à jour et diffusée par le GIE SESAM-Vitale.
Les logiciels de facturation 1.3x transmettent en clair les FSE. Avec les logiciels répondant au cahier des charges 1.4 et un logiciel lecteur 3.0, certaines zones sensibles (codes CIP et LPP, CCAM, le code justificatif d'exonération du ticket modérateur, le numéro identifiant le prescripteur) des feuilles de soins  sont chiffrées en utilisant l'algorithme Triple DES en mode CBC (clé de session de 128 bits). Ce chiffrement est effectué par un logiciel dans le terminal lecteur bifente. La version 1.40 du cahier des charges SESAM-Vitale, comme la CNIL, préconise en sus un chiffrement SMTP S/MIME du transport des données, mais qui n'est pas utilisé en pratique.
Les lots de FSE sont ensuite adressés par internet en MIME/SMTP vers le RSV (vers le RSS avant novembre 2004). 
Au cours des télétransmissions des lots de factures électroniques (feuilles de soins et demandes de remboursements) à l'Assurance maladie, les professionnels de santé reçoivent plusieurs types de fichiers, les retours NOEMIE (ARL et flux RSP (rejet/signalement/paiement)) ainsi que des messages de services.

### Le lecteur de carte SESAM-Vitale
Les lecteurs de carte SESAM-Vitale permettent au praticien de valider électroniquement une FSE, l'appareil permet d'apposer la « signature » du patient via sa carte vitale, et celle du praticien via sa carte CPS.
Il existe deux types d'appareils : les lecteurs fixes, pour une utilisation en cabinet et les lecteurs portables, pour une utilisation en visite à domicile.

### Le réseau santé social (RSS)
En 1997 le réseau Ramage à la norme X.25 propriétaire de la CNAM et son protocole XModem sont dépassés. Le protocole de communication TCP/IP permettait alors de réaliser en standard des connexions à 28 800 bauds au lieu des 2 400 de Ramage. Cela permettait de diviser par douze la durée des échanges d'où des économies importantes en  particulier sur la taille des systèmes informatiques de réception des flux, on les appelle les frontaux, à déployer au niveau des 9 centres de traitement informatique (CTI).
Un appel d'offres pour l'opérateur de ce réseau avait été lancé en février 1997 et a été bouclé le 15 septembre 1997. Les candidats en lice pour la concession étaient France Télécom, La Poste, Capgemini, Cegetel (à l'époque filiale du groupe Générale des eaux) et Cegedim. Le choix de l'opérateur a été entériné après plusieurs reports le 31 décembre 1997. Le jury, présidé par Christian Prieur, conseiller-maître à la Cour des comptes, composé de six représentants de l'administration et de six personnalités qualifiées, a donc préféré à l'unanimité Cegetel aux quatre autres candidats. Le ministère de l'Emploi et de la Solidarité indiquait alors que le projet Cegetel l'avait emporté pour des raisons « de prix, de coût d'utilisation et d'adaptabilité aux autres réseaux ».  Martine Aubry signait le 5 mars 1998, pour une durée de 5 ans, le volumineux contrat de concession du RSS. 
C'est donc Cegetel, via sa filiale Cegetel RSS créée à cette occasion, qui obtint la concession de service public du RSS pendant 5 ans, de novembre 1998 à octobre 2003. Initialement, Cegetel avait estimé à environ 15 millions d'euros l'investissement pour réaliser le RSS mais estimait parvenir en cinq ans à un chiffre d'affaires total de l'ordre de 150 millions d'euros. La concession ouvrait à Cegetel RSS trois sources de rémunération : un abonnement payé par les médecins, un forfait payé par les établissements de santé et une facturation par feuille de soins transmise. Le contrat prévoyait 0,03 € par FSE, puis après le 500 millionième document 0,015 €, puis 0,007 6 € après le premier milliard de factures acheminées. 
Le défi industriel était ambitieux. On estimait alors que 4 millions de feuilles de SS étaient émises chaque jour. Avec la dématérialisation des flux, chaque poste de professionnel de santé devait être relié à 300 organismes différents d'assurances maladie (caisses primaires et complémentaires). Le réseau devait donc accepter sur 10 heures ouvrables 40 000 à 400 000 documents à l'heure.
Le calendrier prévoyait un déploiement progressif avec ouverture le 2 avril 1998 en Bretagne, la Champagne-Ardenne-Lorraine le 15 mai et le raccordement de la France métropolitaine avant le 28 février 1999. Le Morbihan a été le premier département où a été déployé le RSS. La Champagne-Ardenne-Lorraine était bien connectée le 15 mai. En Pays de la Loire, le RSS qui devait être opérationnel début septembre est repoussé au 1er novembre 1998. Fin novembre 1998, Cegetel avait réussi à déployer sur l'ensemble du territoire métropolitain le Réseau santé social.
Le contrat de concession prévoyait la mise en place d'un réseau de communication et d'information pour le monde sanitaire et social, afin d'améliorer les conditions d'exercice des professionnels de santé et la qualité du service rendu aux patients. Cet intranet devait proposer un réseau de messagerie sécurisé par chiffrement et authentification secondaire à l'usage de la CPS et permettre la diffusion d'alertes épidémiologiques et sanitaires. Le RSS devait supporter des services concourant à l'amélioration de la pratique médicale comme des bases de données médicales, des logiciels d'aide à la prescription ainsi que des logiciels d'aide au diagnostic. Ces services devaient auparavant être agréés par l'État après avis d'un comité. Le 25 août 1998 un arrêté officialise la création  d'un comité consultatif de 17 membres « pour l'agrément des applications du réseau santé social », présidé par Christian Babusiaux. Durant ses trois ans d'existence ce comité agréera des professionnels de santé une cinquantaine de sites et services. La messagerie sécurisée par la CPS sera très peu utilisée.
Olivier Hesse était nommé directeur général de la société le 1er septembre 1999, remplaçant Jean-François Deschamps qui allait diriger Libéralis un réseau concurrent mis en place pour assurer la TDU (transmission de données aux unions), mais avec bien peu de succès, par les unions régionales de médecins libéraux. 
Cette concession avait été prolongée ultérieurement d'un an. Cet intranet a assuré jusqu'au 31 octobre 2004, la transmission électronique des feuilles de soins électroniques pour les régimes d'assurance maladie obligatoire et pour les organismes concentrateurs techniques (OCT).
Selon un article du quotidien Les Échos du 8 octobre 2004, après des pertes cumulées de 66 millions d'euros entre 1998 et 2002, c'est seulement en 2003 que pour un chiffre d'affaires de 23 millions d'euros, l'intranet fera son premier bénéfice net de 3,5 millions d'euros. Au moment de la fin de concession, le RSS employait 50 personnes (73 l'année précédente), revendiquait 63 000 clients professionnels de santé libéraux et 600 sites hospitaliers raccordés à son réseau. Le RSS déclarait avoir transporté en six ans, environ 2,6 milliards de FSE. 
Le RSS n'avait qu'un monopole, c'était celui du transit exclusif des flux SESAM-Vitale vers la caisse inter-régime. Pour l'adressage des FSE, les professionnels de santé pouvaient opter pour un autre fournisseur d'accès à internet. La boîte aux lettres du professionnel de santé pouvait être gérée par un réseau tiers. C'est dans cette brèche que vont s'engouffrer deux candidats malheureux à la concession, France Telecom qui proposera Wanadoo santé et Cegedim avec le réseau SantéSurf. Ces offres rencontrèrent un franc succès car il n'y a avait pas besoin d'installer le lourd kit de connexion à l'intranet utilisant la carte de professionnel de santé. Le réseau Libéralis (France Telecom) lancé par les unions régionales de médecins libéraux et le réseau Medsyn proposé par le syndicat de généraliste MG France eurent nettement moins d'abonnés.
Le 1er décembre 2004, cette filiale de Cegetel (appartenant alors au groupe Vivendi Universal) sera revendue à l'allemand Compugroup et continuera à fournir des services Internet pour les professionnels de santé libéraux. Olivier Hesse en restait directeur général. Le Réseau santé social a participé fin 2006 aux expérimentations du dossier médical personne (DMP) via le  consortium D3P constitué avec Microsoft France et Medcost/Doctissimo. 
Aujourd'hui, le Réseau santé social compte 60 000 abonnés professionnels de santé et propose des solutions sécurisées : accès Internet haut et bas débit, boîte aux lettres de télétransmission de feuille de soins, outils de messagerie médicale, hébergement de données médicales, sauvegarde de données en ligne. Franck Frayer, membre du comité de direction depuis la création, en est le directeur général depuis mars 2008.
À la suite de la reprise d'Alice (Telecom Italia) par Iliade (Free) à l'été 2009, le Réseau Santé Social a changé d'opérateur réseau et choisi SFR.

### Le Réseau SESAM-Vitale (RSV)
Le Réseau SESAM-Vitale (RSV) a remplacé le Réseau Santé Social (RSS) le 1er novembre 2004, date de l'expiration de la concession de service public du RSS, pour le transit terminal des FSE vers les frontaux des caisses ainsi que pour le trafic initial des flux de fichiers NOEMIE.
Worldline filiale du groupe Atos Origin avait remporté l'appel d'offre le 13 janvier 2004 pour la  plate-forme de messagerie propre à SESAM-Vitale. L'appel d'offre d'une durée de 36 mois, reconductible deux fois un an, portait sur la fourniture d'une plate-forme de messagerie sécurisée (SMTP/POP3) comportant 2 000 boîtes aux lettres, un débit de 180 000 000 Mo et 32 millions de messages mensuels, connectée à internet et au réseau de SESAM-Vitale, le développement d'applications sur cette plateforme portant sur la sécurité, le filtrage, la traçabilité et un service d'information en ligne ainsi que sur l'exploitation et le maintien opérationnel des moyens de messagerie en continu et une hotline dimensionnée pour environ 100 utilisateurs. 
Transpac, l'opérateur de réseaux professionnel de France Télécom avait remporté l'AOO pour le réseau et la partie connexion des organismes d'assurance maladie. 
À partir de 2006, le RSV est utilisé aussi pour que les organismes d'assurance maladie complémentaire y fassent transiter leurs demandes de remboursement électronique (DRE).
En 2006, le RSV prend aussi en charge le transport des flux de mise à jour des cartes Vitale à partir des bornes installées dans les pharmacies.
En 2009, les flux de FSE continuent à être envoyés sur des adresses avec rss.fr comme nom de domaine (et non pas rsv.fr). Il aurait été trop compliqué de les reconfigurer dans tous les logiciels des professionnels et établissements de santé.
Selon le rapport annuel du GIE SESAM-Vitale pour 2007, le taux de service de la messagerie a été de 100 % en 2007 contre 99,95 % pour 2006. Quant au taux moyen de disponibilité du RSV, il a été de 99,99 % en 2007 contre 99,97 % l'année précédente.

### Les demandes de remboursements électroniques (DRE)
On distingue deux cas pour la gestion des mutuelles :
- Gestion séparée : les parts AMO et AMC sont gérés par deux organismes distincts. La convention à choisir doit indiquer une valeur de type de convention différente de « RO ». Le progiciel de facturation doit élaborer une FSE pour la part obligatoire et une DRE. L'identifiant mutuelle (RNM) est le code identifiant la mutuelle pour les échanges SESAM-Vitale. Les données SESAM-Vitale comportent les code STS/ Indicateur de traitement/Code routage/ Identifiant hôte/ nom du domaine (par exemple : M / 33 / OC / 001 / wanadoo.fr). Pour le calcul de la part complémentaire le module STS est utilisé. Si les parts AMO et AMC sont gérés par la mutuelle, cette zone est renseignée par « gestion unique » ou « GU ».
- Gestion unique : les parts AMO et AMC sont gérés par un même organisme. On lit la mention « gestion unique » ou « GU » sur l'attestation papier ou par lecture de la carte Vitale. La convention à choisir doit indiquer comme valeur de type de convention « RO ». Il y a élaboration d'une FSE avec part obligatoire et complémentaire.

Au départ, la télétransmission n'a concerné que les feuilles de soin électroniques (FSE) adressées aux régimes obligatoires sauf dans les cas de gestion unique. C'est seulement en avril 2005, que la disponibilité réelle du service de télétransmission des flux de DRE vers les organismes complémentaires a été opérationnelle. En outre, il a été nécessaire que le GIE SESAM-Vitale fasse développer un service de tarification spécifique (STS), qui est un nouveau composant des fournitures SESAM-Vitale utilisées par les éditeurs de logiciels de facturation. Ce module calcule la part remboursable par l'organisme dont les données de garantie sont inscrites dans la carte. 
En avril 2007 est modernisée la chaîne d'administration des cartes (CAC) ( ) par la mise en place d'un portail CAC permettant d'actualiser les données obligatoires et complémentaires des cartes  Vitale (2e trimestre 2007). Afin de pouvoir assurer l'actualisation des données complémentaires à partir de sa propre base de données, l'organisme complémentaire doit depuis lors disposer de son propre frontal chaîne d'administration des cartes connecté, via le Réseau SESAM-Vitale au portail CAC. La frontal peut être mutualisé entre plusieurs petits organismes. La mutuelle doit disposer aussi d'un serveur de droits apte à transmettre au frontal CAC via le connecteur, les données complémentaires à inscrire en carte et d'un connecteur dans le frontal CAC afin de permettre les échanges avec le serveur de droits. 
En outre, il faut impérativement que les professionnels de santé s'équipent de logiciels de facturation agréés SESAM-Vitale 1.40 seule version permettant la génération de demandes de remboursement électronique médicalisées (DRE).  
La carte Vitale 2 et la carte Vitale 1ter permettent de justifier en même temps les droits à l'assurance maladie obligatoire (AMO) et à l'assurance maladie complémentaire (AMC), dès lors que l'assuré actualise sa carte après tout changement de contrat de sa mutuelle. La carte Vitale 2 reste une carte familiale et il n'y a pas corrélation entre les bénéficiaires inscrits sur la carte Vitale et ceux ayant des garanties au titre de l'assurance complémentaire. La carte Vitale doit dorénavant être mise à jour annuellement, mais les dates de fin de contrats des mutuelles ne sont pas superposables à celles des régimes obligatoires. En raison de la lourdeur de cette architecture technique et de son manque de souplesse, les mutuelles ont lancé des expérimentions avec des cartes séparées supportant exclusivement les garanties complémentaires (cartes Duo).
En juillet 2006, alors que les régimes obligatoires recevaient 70,1 millions de FSE, les organismes complémentaires réceptionnaient un total de 372 DRE. Sans support électronique disponible des droits complémentaire, le professionnel devait saisir manuellement les informations de la mutuelle à partir de l'attestation papier. 
En 2007, le flux annuel est de un milliard de FSE  et de 150 000 DRE.

## Coût du programme SESAM-Vitale
Selon un rapport au parlement sur la Sécurité sociale rédigé par la Cour des comptes et cité fin 1998 lors de la discussion de la loi de finances de 1999, le montant des dépenses engagées entre 1984 et 1997 a été estimé à 729 millions de francs (en francs constants 1997). Le budget 1997-1999 de la CNAM pour la seule carte VITALE aurait été de 4 milliards de francs, comprenant 2 milliards d'aides à l'informatisation et« près d'un milliard pour l'achat de 36 millions de cartes ».

## GIE SESAM-Vitale
Le groupement d'intérêt économique SESAM-Vitale est créé par la loi du 27 janvier 1993. Il est fondé en février 1993 par les organismes d'assurance maladie obligatoire. Le groupement est responsable de la maitrise d'œuvre du système SESAM-Vitale. La maîtrise d'ouvrage est assurée par un conseil de surveillance inter-régimes, une mission inter-régimes SESAM-Vitale dont l'effectif est de 30 agents et par différents groupes de coordination (bureau des systèmes d'information de la direction de l'Hospitalisation et de l'Organisation des soins (DHOS), ). 
La mission pour l'Informatisation du système de santé (MISS), entre autres attributions, représente l'État au sein du GIE SESAM-Vitale. Elle a été créée par Martine Aubry et confiée à Noël Renaudin. La direction de la Sécurité sociale (DSS), bureau 4C remplit le rôle de commissaire du gouvernement, entre autres, pour le GIE SESAM-Vitale.
Près d'un million de cartes Vitale 2 avec photo ont été diffusées en 2007. 4,6 millions de cartes européennes d'assurance maladie (CEAM) ont été émises en 2007.